# Young America's Foundation
Young America's Foundation (YAF) è un'organizzazione giovanile conservatrice, fondata nel 1969, con l'obiettivo di "garantire che sempre più giovani americani siano informati e ispirati dalle idee di libertà individuale, una base di difesa forte, libero mercato, e valori tradizionali". Nel 2018, il Los Angeles Times ha definito la YAF "una delle forze più importanti, influenti e controverse nel movimento giovanile conservatore della nazione".

## Storia
Il movimento è stato fondato nel 1969 presso la Vanderbilt University, quando gli studenti hanno creato l'organizzazione University Information Service (UIS) per dare agli studenti un'atmosfera in cui esprimere opinioni conservatrici. Quando lo UIS divenne un'organizzazione su scala nazionale, all'inizio degli anni '70, fu ribattezzata Young America's Foundation.
Nel 1998, la fattoria "Rancho del Cielo" vicino a Santa Barbara è stata acquistata con una donazione di 10 milioni di dollari dai miliardari Richard e Helen De Wes.
Nel 2017, la YAF aveva 250 filiali in scuole e college chiamati Young Americans for Freedom, che in precedenza erano affiliati ad altre organizzazioni. Nel 2018, gli attivisti dell'organizzazione hanno accusato TPUSA di sfruttare le sue mailing list.
Nel luglio 2019 è stato riferito che l'ex governatore del Wisconsin, Scott Walker, è stato nominato presidente di YAF nel 2021.
Nel novembre 2019, il movimento ha interrotto i legami con gli oratori Michel Malkin e Nick Points, che secondo loro erano diventati associati alla destra radicale e non erano in linea con le opinioni del movimento.